# 大都會酒店

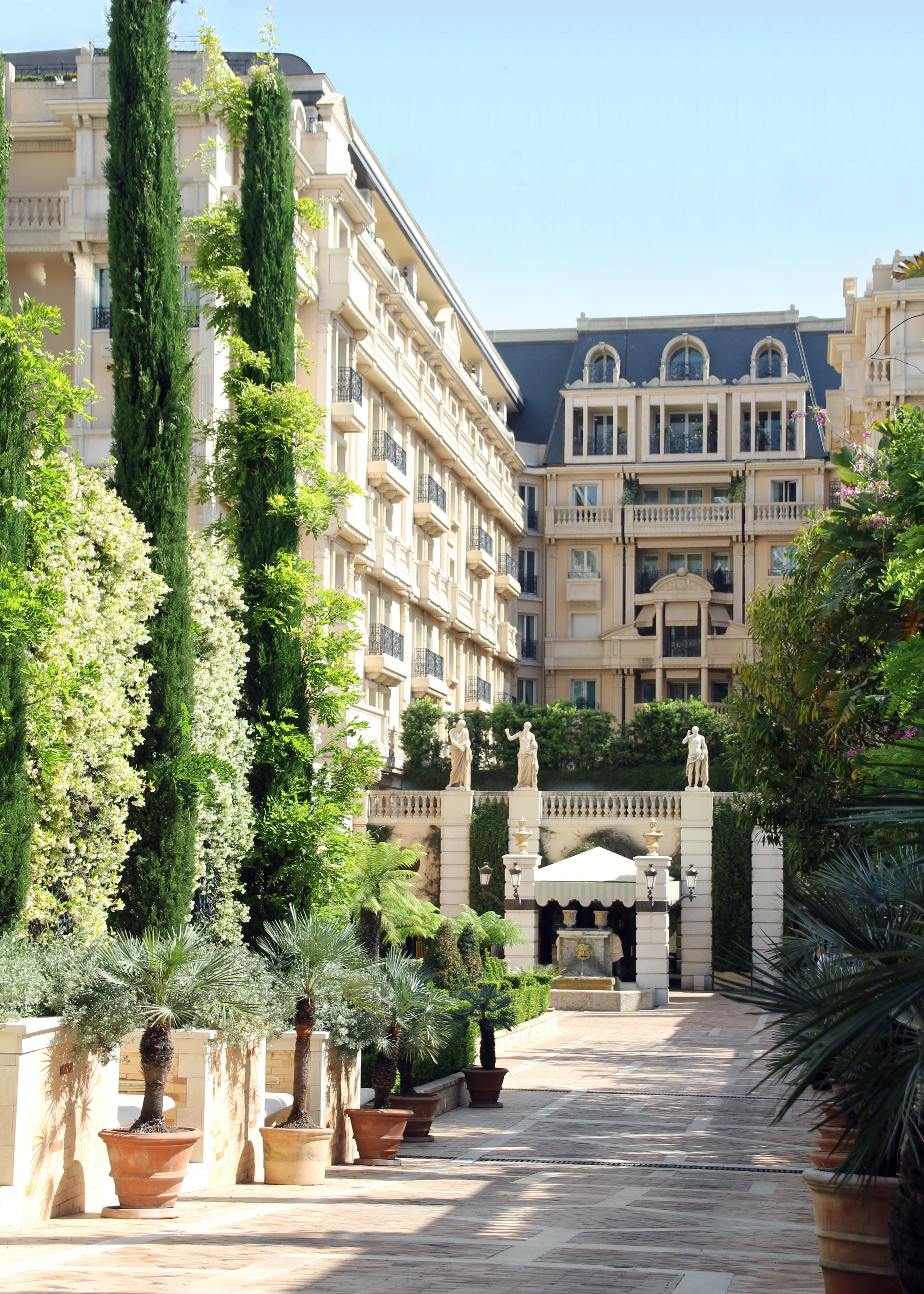

蒙特卡羅大都會酒店（Hotel Metropole Monte-Carlo）是摩納哥蒙特卡羅的一座五星級酒店，位於Avenue De La Madone4號。這座酒店修建於1889年，設計者是Hans-Georg Tersling。

## 外部連結
官方网站
43°44′27″N 7°25′41″E / 43.740935°N 7.427934°E